# Acacia serra
Acacia serra là một loài thực vật có hoa trong họ Đậu. Loài này được Benth. miêu tả khoa học đầu tiên năm 1842.